# Casalgrasso
Casalgrasso é uma comuna italiana da região do Piemonte, província de Cuneo, com cerca de 1.368 habitantes. Estende-se por uma área de 17 km², tendo uma densidade populacional de 80 hab/km². Faz fronteira com Faule, Lombriasco (TO), Pancalieri (TO), Polonghera, Racconigi.

## Demografia
| Variação demográfica do município entre 1861 e 2011                               |
|                                                                                   |
| Fonte: Istituto Nazionale di Statistica (ISTAT) - Elaboração gráfica da Wikipedia |